# Fülleborns langklauw
De Fülleborns langklauw (Macronyx fuelleborni) is een zangvogel uit de familie Motacillidae (piepers en kwikstaarten).

## Verspreiding en leefgebied
Deze soort telt 2 ondersoorten:
- M. f. fuelleborni: zuidwestelijk Tanzania.
- M. f. ascensi: van Angola en noordelijk Namibië tot centraal Congo-Kinshasa, Zambia en noordelijk Malawi.